# ...E arriva lui
...E arriva lui è un album del cantante italiano Mauro Nardi del 1986 contenente 10 brani in lingua napoletana.

## Tracce
1. ...E arriva lui – 3:40 (Casaburi - Bevilacqua)
2. Annascuso – 4:19 (Casaburi - Percopo - Chiaravalle)
3. Spogliarello balneare – 3:12 (Casaburi - Percopo - Chiaravalle)
4. Si sapisse – 3:05 (Casaburi - Ferrato - Chiaravalle - Capuano)
5. Primma 'e ce lassà – 3:53 (Casaburi - Chiaravalle)
6. Vocca 'e russetto a fragola – 3:11 (Percopo - Romano - Chiaravalle)
7. Ce vulesse qualcuno – 3:33 (Casaburi - Romano - Chiaravalle)
8. Cu' a ffreva a quaranta – 4:05 (Casaburi - Percopo)
9. L'aria si tu – 3:49 (Ferrato - Capuano - Chiaravalle - Percopo)
10. Muccusella – 3:32 (Casaburi - Chiaravalle)